# 乌拉泊古城
乌拉泊古城（維吾爾語：ئۇلانباي قەدىمىي شەھىرى‎，拉丁维文：Ulanbay Qedimiy Shehiri）是坐落于中华人民共和国新疆维吾尔自治区乌鲁木齐市南部的古城遗址。是乌鲁木齐市境内时代最早也是保存最好的古城遗址。在2001年，乌拉泊古城被列为全国重点文物保护单位。关于乌拉泊古城的历史存在争议，尚无定论，存在唐轮台县城、汉代小金附国之都城、唐代葛逻州之州治和金附州都督府府治以及汉代金蒲城等说法。

## 古城信息
乌拉泊古城地处新疆维吾尔自治区乌鲁木齐市天山区南部的红雁街道古城东路和蓝天路交叉口东南、乌拉泊水库南部。古城中心点海拔1110米。
乌拉泊古城主体以夯筑结构为主，有厚6-12厘米的夯层。现存城墙基部宽度约5-6米，残高2-7米。北城墙长近484米，东城墙长550米，南城墙近491米，西城墙近575米，占地大概25万平方米。外城墙除了北城墙外，均修筑有马面。四面设有城门，并建有瓮城。城内分为边长约200米的正方形东北子城，南北长约350米、东西长约250米的长方形西北子城以及南城三个子城。其中西城、南城城墙外侧也修筑有“马面”，东城和南城城墙附有瓮城，在东南角修筑有角楼。建筑物大多已不见踪影。古城有引自城西库尔齐勒河的护城河。河水经过城南的开阔地带由西向东流去，在城东南角转弯向北沿东墙围城环绕。在东北角转弯向西北汇入五道沟河道。乌拉泊古城保护范围以古城外城墙最外部分为准，向东500米，向西250米，向北62米，向南500米。
乌拉泊古城出土过有双耳罐、三耳瓶、瓮、盆等器型的红、灰色陶器，以及少量黑陶。地表曾发现辽代、元代时期遗物及清代乾隆到光绪的铜钱。考古学家推测古城遗存年代大概为唐朝到元朝。乌拉泊古城是乌鲁木齐市境内时代最早也是保存最好的古城。

## 古城争议
乌拉泊古城究竟是哪一座古城，一直存在争议并未有定论。其中，以唐轮台县城之说争议最为激烈。另外也有乌拉泊古城是汉代小金附国之都城、唐代葛逻州之州治和金附州都督府府治以及乌拉泊古城为汉代金蒲城等说法。

### 唐轮台县县治之说
在1970年代，有学者对乌拉泊古城为唐代轮台县县治进行过论证。今轮台县以及汉轮台并非唐朝轮台所在地，唐轮台应在天山以北的北疆、今乌鲁木齐附近，其余两处轮台则均在南疆。认为轮台城在天山以北的原因有第一，唐初，安西都护府管辖着西域地界，后阿史那贺鲁被唐所击败，唐地域逐步扩大。于是在长安年间，将西域分为两个行政区划，总体上天山以北为北庭大都护府的辖区，天山以南是安西都护府的辖区。而唐轮台隶属北庭都护府，自然也应该地处在天山以北。第二，唐轮台有着征收丝绸之路北道税务的功能，税务征收点应设立在商人必经之路之上。第三，《新唐书》曾记载突厥袭扰轮台，張守珪率兵从北庭（今吉木萨尔县）增援轮台。在突厥攻击北庭之时，張守珪从蒲昌（今鄯善县）、轮台率兵夹击敌人。如果是指今天的轮台县（地处天山以南）无论是从北庭发兵救轮台，还是轮台出兵夹击敌人都路途遥远，而若是指天山以北，今乌鲁木齐附近则合乎情理。而关于乌拉泊古城是否为唐轮台城，学者们主要在其是否扼守丝绸之路北道、与周围城镇的距离、城池的大小、乌拉泊地名来源以及岑参在轮台所做的诗歌等方面产生了不同的看法。
北道之争
提出乌拉泊古城说的学者最初认为唐代从碎叶城、伊丽（今伊犁哈萨克自治州）来的商人往往会选择从今昌吉市经今乌鲁木齐、达坂城抵达西州（今吐鲁番市）境内。乌拉泊古城作为征收税款的轮台城就地处在这一条路线之上。而其他也被认为是轮台城的古城，如在米东区的古城在乌鲁木齐市中心以北十五公里处，在那里征税并不恰当。不过这种说法曾引发质疑之声，唐丝绸之路分为南道、中道和北道，北道是指从玉门关经过伊吾（今哈密市）、蒲类海（今巴里坤）、北庭（今吉木萨尔）、轮台、伊犁到碎叶城，并不会翻越天山到吐鲁番去。
对于质疑的观点，支持乌拉泊古城说的学者认为，丝绸之路北道存在三条不同的支线，第一条为从今天的哈密出发，经木垒、吉木萨尔到达乌鲁木齐。第二条则是“他地道”，从哈密出发经吐鲁番，再穿越天山到吉木萨尔与第一条线汇合后到乌鲁木齐。第三条线则是从哈密出发经过吐鲁番直接向西抵达乌鲁木齐的“白水涧道”。乌拉泊古城的功能为北道征税，乌拉泊古城的所在地相比于其他可能是唐轮台的古城而言，可以扼守住三条支线向西或向东的必经之路，也可以扼守住绕着天山迂回的商人的路径。
不过这种回应依然引发了质疑。轮台作为北路唯一的征税地点，理应地扼在碎叶至北庭的正路上，而乌拉泊古城在碎叶道以南的地方而非路途之中。另外，乌拉泊四面环山，南北虽有狭窄的通道，但东西向是根本无法通行的山脉。将收税地设置在此并不合理。面对质疑，有学者以历史上曾经走过碎叶道的游记《西游录》和《长春真人西游记》里关于碎叶道的记载为证据，他们都没有经过轮台城，认为可以证明轮台并不在碎叶道主干道路上。关于这点，反对者则认为轮台城在游记撰写时流行的名称应为“昌八里”而非继续使用“轮台”二字，而“昌八里”就是指今昌吉市。
同时，反对乌拉泊古城为唐轮台城的学者也提出，轮台应当位于白水涧道与碎叶道交汇处，而乌拉泊古城地处碎叶道南方，如果设乌拉泊古城为征税之地，商人们从碎叶道而来需绕行100多公里才能到达乌拉泊古城，而如果选择直走不仅路程短而且可以避税，所以把征税的轮台设在乌拉泊古城并不合理。另外，北道自西汉开通以来，从三台镇开始是沿北沙窝南缘而行，并未经过乌鲁木齐市或乌鲁木齐南方的乌拉泊古城，轮台城应该处在交通道之上也就是今乌鲁木齐西北地区。
路程距离
轮台城到周围城镇的距离也是各家争论的中心之一。《新唐书》、《太平寰宇记》、《元和郡县图志》等都对轮台到北庭的距离有所记载，其中《新唐书》中对北庭到轮台距离记载较为详细，但其中沙钵城守捉和冯洛守捉之间的距离没有记录。支持乌拉泊古城为唐轮台城的声音认为北庭到轮台大概有四百二十唐里的距离，沙钵城守捉和冯洛守捉之间距离为漏记，应该也有八十唐里。符合距离北庭故城四百二十里的古城仅乌拉泊古城一座。对照为今日古城为沙钵守捉为今吉木萨尔县西的双河岔古城，耶勒城守捉则是指阜康的滋泥泉古城，俱六城守捉是米泉古城，经百里后到达轮台县治，也就是乌拉泊古城，再向西北行一百五十唐里至张堡城守捉也就是现在的昌吉古城，再向西到了里移得建河，也就是今天的呼图壁河。另外，从吐鲁番向西出发到乌拉泊古城发现过数座烽火台。在距离乌拉泊古城西边15公里的地方也发现过具有唐代特征的永丰乡烽火台。乌拉泊古城正是这条东西方向的唐代烽火线的中心点，也从另一个角度为乌拉泊古城为唐轮台提供了证据。
有的反对乌拉泊古城为唐轮台城的学者认为，经过俱六城守捉之后，经过北大路六十唐里则可到达昌吉古城，其间距离也大约在四百二十唐里。具体古城为沙钵守捉为今吉木萨尔县西的双河岔古城，冯洛守捉即吉木萨尔县的冯洛村古城，耶勒城守捉则是指阜康的九运街六运古城，俱六城守捉即米泉古城。而张堡守捉则坐落在在今玛纳斯县境内。也有反对乌拉泊古城为唐轮台城的声音认为，北庭至轮台的距离既可能是到轮台县治的距离也可能是到轮台县边界的距离，里数的长短仅能作为参考。而如果计算距离，从庭州到轮台的距离应与古牧地古城（今古牧地镇境内）的距离相近。
城池大小
支持乌拉泊古城为唐轮台城的学者认为，乌拉泊古城与北庭故城遗址在城池的形状，筑城的方式，居民点的位置、水源的位置等方面非常类似，应为唐时期建筑。轮台城作为“军”的建制，又为“轮台州都督府”，如果拿同为县治的蒲类和同为“军”建制的伊吾军城为例，蒲类（今奇台县唐朝墩古城）面积超过9万平方米，伊吾军城（一般被认为是今巴里坤县大河古城）面积7万平方米，轮台的城池面积应该相当于两座古城的面积之和。乌拉泊古城则与之相似，其东北子城大约4万平方米，可能是轮台县衙所在地，西北子城则可能是静塞军驻地。作为都督府的轮台城自然应该比都护府小，乌拉泊古城为北庭故城面积的八分之一。而“军”的建制应比守捉、城、镇要大，结构更为复杂严密。在其他可能是轮台城的古城中，米泉古城最小。坐落在昌吉的古城比乌拉泊古城面积稍大，但与昌吉古城不同的是乌拉泊古城中有两个小子城，城墙上又有“马面”及“瓮城”的存在，唐代重要城池往往为大城套小城的城中城的结构，所以乌拉泊古城可能比昌吉古城更为重要。
反对者认为昌吉古城面积远大于乌拉泊古城，四角也有角楼，且四面城墙也有马面，也有瓮城存在的痕迹。乌拉泊古城在规模上难以与昌吉古城相比。另外，昌吉古城出土过乌拉泊古城没有的唐朝官府衙署的重要建筑材料，莲花砖。北庭故城，龟兹故城都出土过类似的古砖。
地名来源
“乌拉泊”古时是“于赖”的所在地。支持乌拉泊古城为唐轮台城说的学者认为“于赖”、“乌垒”、“轮台”等地名的可能是“urumtai”的不同译法。“于赖”、“乌垒”等词是将词尾的“tai”省略译成，而“轮台”则是将词首“u”省略成的音译。学者根据维吾尔语及突厥语与匈奴语言的关系推断出“urum”含有“美”、“好”的含义，而“tai”则是匈奴语中“地方”的意思。“urumtai”的意思是“美的地方”。后来随着语言的发展，“urumtai”逐渐转变为现代维吾尔语的“urumqi”也就是“乌鲁木齐”。伯希和及藤田丰八也认为乌鲁木齐是唐“轮台”或汉“仑头”的音译。
反对者认为，“urumtai”与“乌垒”、“轮台”的关系缺少根据。以“于赖”、“乌垒”、“轮台”为证据并不一定得出原音为“urumtai”。另外，“台”的古音和今音并不相同。“轮台”与“urumtai”并非对音。而且，“轮台”原音并不是匈奴语或突厥语，而是古“塞语”的“上游地区”或“农业地区”。面对质疑，支持轮台说的学者认为该地区的音序排列是清楚的。魏晋时期，此处建有“于赖”城，唐朝叫“轮台”，唐末宋初称这里为“预龙”，元代称其为“委鲁姆”，到了清朝则开始称它为“乌鲁木齐”。
岑参之诗
另外，唐代诗人岑参在所作诗篇里多次提及轮台城，支持乌拉泊古城的学者认为岑参的诗可以作为唐轮台城位置的参考。例如：在他曾在诗中提到“清晨从轮台出发，晚上就到达了交河郡”。无论是南疆的轮台县，还是米泉、昌吉，都很难在一天内到达交河城，唯有从乌拉泊古城到交河古城距离150公里，通过骑马等方式是有可能达到的。另外也有描述轮台城在九月份会刮大风的场景，秋季正是乌鲁木齐南部也就是乌拉泊一带刮大风的季节，而到了乌鲁木齐北部也就是米泉所在地，大风已是强弩之末。
不过反对这种观点的声音认为以岑参所作诗作为论证唐轮台地理位置的资料可能是不可靠的，虽然诗歌可以在一定程度上反映唐代轮台的地理、气候、交通等信息，但因为其可以进行艺术加工的特性，并不适合作为正史资料来确定唐轮台的确切位置。即便以岑参之诗作为参考，也有很多乌拉泊古城不符合诗中所描写的景象，例如岑参曾在诗中描写雪落在树枝上如春季的梨花开放，而乌拉泊地处风口，雪会被大风刮跑而不会落在枝头。
其他观点
有的学者认为乌拉泊古城为唐轮台县治与昌吉古城为唐轮台县治并不冲突，只是两座古城作为轮台县县治的时代并不一样。贞观到永徽年间，唐政府对西域经营的重心在东天山南麓的西州。在北庭西侧设立轮台，其管理范围包括现在的乌鲁木齐峡谷及昌吉市大部分地区，乌拉泊古城所在地可以扼守住东天山的南北交通，所以在此时，乌拉泊古城可以作为轮台县县治而存在。到了开元到宝应年间，唐朝政府对西域的管理趋于稳定，南北天山的管理相对均衡。此时为了满足对天山北麓的管理需求，将轮台县县治迁往现在的昌吉古城。在“安史之乱”后，唐为了加强对天山南北管理的力度，设置西海，并将西州的“高昌”改为“前庭”，北庭的“金满”改为“后庭”。至此，轮台县范围被缩小为今昌吉市一带，而乌拉泊古城则开始充当西海的治所。

### 汉小金附国之都城、唐葛逻州之州治和唐金附州都督府府治之说
关于乌拉泊古城的历史，也有学者提出了不同的想法。新疆社会科学院语言研究所的李树辉认为乌拉泊古城的西北子城实际上是汉代小金附国的都城。而到了唐貞觀设葛逻州之时，将该州州治设于此城之西北子城和东北子城。后在炽俟部设大漠州都督府，该部部分百姓因东突厥汗国袭扰，迁徙至乌拉泊古城以北，为管理这些迁徙者，在龙朔年间或之后设金附州都督府，而金附州都督府府治便设在乌拉泊古城。
《汉书》曾记载地节二年（公元前68年），侍郎郑吉、校尉司马憙曾率领渠犁屯田的一千五百名免刑罪人与诸国万余人会兵一处攻打车师并破交河城，因为车师王未在交河城而未被抓获，后在当年再次发兵，车师王在向匈奴寻求帮无果后，攻破匈奴边国小蒲类归降汉朝。因为渠犁在车师西方，渠犁及诸国兵应是自西向东进攻车师，另外《汉书》提及小金附国随汉军盗车师，所以小金附国地处车师的西面且距离车师国很近。乌拉泊古城是一座方形城池，其形制和规模都符合中原城池以及汉代县城的特点，而与塔里木盆地其他城池的圆形城池（如圆沙古城）不相似。除此之外，乌拉泊古城与车师的西北相邻，且与车师相邻的西方、北方都没有其他的古城遗址。所以乌拉泊古城的西北子城可能就是“车师旁小金附国”的都城。另外，在乌拉泊古城东面曾清理出过46座墓葬。这些墓地的年代被确定为公元前5年到公元前2年，这些墓地的一些特征是乌孙及乌孙先民自战国末以后未曾改变的墓葬形制，如石封堆的竖穴土圹石棺葬，以及呈现南北或东北西南向链状排列的竖穴石棺葬或木椁葬，这些墓葬应为小金附国的墓葬。
贞观年间，唐朝设“葛逻州”。显庆年间，唐朝击败阿史那贺鲁后在谋落、炽俟、踏实力三部设立督府，当时炽俟也就是葛逻禄分布在中天山北麓地区。以葛逻禄为州名的葛逻州的州治也应当位于中天山北麓地区。乌拉泊古城的西北子城的东墙及南墙的留存有的马面，是证明东北子城是乌拉泊古城成为葛逻州的州治后扩建而成的证据。另外，乌拉泊古城的形制和规模也与唐代州城相吻合，所以乌拉泊古城可能是葛逻州州治的所在地。
吐鲁番曾出土文书《唐龍朔二年、三年西州都督府案卷爲安稽哥邏祿部落事》，内有记载在龙朔年间，鐵勒、回紇等部反唐，他们攻击袭扰了地处金山西麓大漠都督府葛逻禄步失达官部落。该部落壹阡帐民众被击散，流落到处月部金满州境内。该文书文中的“壹阡帐”指炽俟部的部分民众，金山则是指龟兹北部的天山，该部落最后停留地点是在金满州的范围内，有水可以种田且与西州交界的地方。可以推测是指乌拉泊古城以北的地方。另外，也有另一份粟特语文书也可证明该部所停留地点在金满州与西州交界之处。另外，史书上有证据可以证明乌拉泊古城地处金满州和西州指交界处。《西州图经》记载了白水涧道的范围，其中表明了白水镇（今达坂城镇）是地处西州的西北边界。《旧唐书》也记载了北庭到西州边界的距离，距离和北庭（今吉木萨尔县北庭故城遗址）到白水镇的里程相同，而白水镇以西则是金满州地界，乌拉泊古城就在金满州地界内。显庆二年设大漠都督府后，分炽俟部又置金附州，这与被打散的“壹阡帐”相吻合。乌拉泊古城的形制、规模与唐代州城相吻合，金附州可能旧址为了安置“壹阡帐”的炽俟部而设立的。“金附州”继承于汉“金附国”，也有依附“金满州”的意思。而州治就是在原来的“小金附国”都城的基础上扩建而成的乌拉泊古城。

### 汉金蒲城之说
另外也有乌拉泊古城为汉代后车师王国金蒲城的遗址的说法。乌拉泊城到今阿拉沟口地区有一条由西向东传播的“阿拉沟彩陶带”。而且古乌拉泊向南及东南防守，以上可以说明在吐鲁番到乌拉泊之间存在一条经过伊拉里克（今托克逊县伊拉湖镇）、阿拉癸峪（今阿拉沟）的道路，此路要早于交河城（今吐鲁番市）至四道桥（今大河沿）经今达坂城到乌拉泊的道路。车师前部与后部距离在《汉书》中记载为八百余里。而在《后汉书》中其间距离为五百里。二者的差距可能就是因为乌拉泊到今大河沿的路被发现，这条道路在古代五里桥驿的北方，路程可以减少一半。
虽然也有车师后部治所为北庭的说法，但这种说法并不满足务涂谷金蒲城在深山中的条件，另外也因郑吉都护府乌垒城（今轮台县境内）不可能越过乌拉泊而护更北的北庭地区，都护的条件也不成立。
除此之外，乌拉泊古城的城墙内发现有钙化的香蒲，而香蒲成熟后因为是金黄色也被称为金蒲。另外，乌拉泊古城也出土过汉代的和田马钱、汉代陶瓷碎片等文物，也为该城为汉代金蒲城提供了考古依据。

## 保护困局

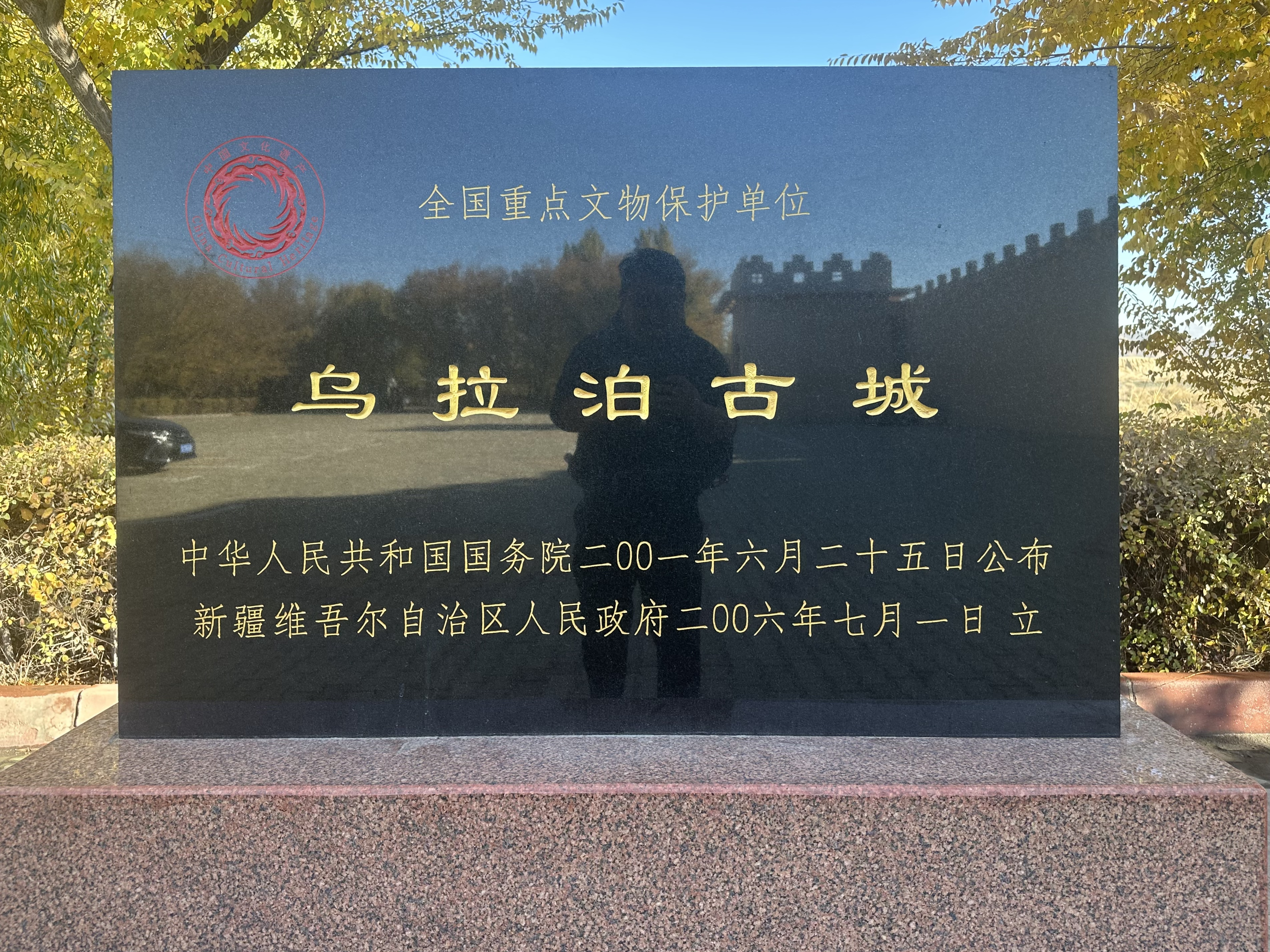
乌拉泊古城是全国重点文物保护单位

乌拉泊古城于1957年1月被列为第一批新疆维吾尔自治区文物保护单位。1984年，新疆文物考古所试倔乌拉泊古城。2001年6月被列为第五批全国重点文物保护单位。在2001年列入全国重点文物保护单位时，乌拉泊古城尚没有相关的保护措施，古城面临很多侵害的风险，像是附近的居民在城墙上挖土，在古城范围内挖掘的数十个菜窖，另外牛、羊等牲畜也可以随意进出古城遗址。
2002年4月，新疆维吾尔自治区政协收到由中国民主促进会新疆区委会递交的《关于乌拉泊古城保护的紧急建议》，当时乌拉泊古城城内的“夯堡”面临着垮塌的风险，而古城的“马面”甚至已经出现了坍塌的情况，“马面”的高度下降了5到6米。这一年7月，乌鲁木齐市委印发了《关于对乌拉泊古城文物保护与开发利用项目立项的批复》，《批复》同意建设乌拉泊古城文物保护与开发的项目。8月，国家文物局批准《乌拉泊文物保护与开发利用方案》，10月，乌拉泊古城正式揭牌。乌拉泊古城由新疆文物局联手新疆德昌旅游开发有限公司共同开展保护性开发，“乌拉泊古城综合保护与开发利用项目”先期由新疆德昌旅游开发有限公司投资超过1000万元人民币对通向古城、古城内道路以及停车场进行修建。乌拉泊古城保护范围共330亩。《保护规划》规定需要在完全保持古城原貌的基础上进行开发，古城遗址本体为绝对保护区，古城外100米为重点保护区，在绝对保护区和重点保护区内不能建设任何建筑，只能对遗址进行加固或维修。另外，规划规定文物管理部门需对乌拉泊古城进行封闭管理，同时出于对文物和乌拉泊水库水源地的保护，度假村、野炊点等接待设施不会出现在景区内。
2004年，国家文物局原则同意了修改后的《乌拉泊古城保护与利用规划》，启动了新疆第一个由政府主管部门指导、由民营企业负责实施的文物保护规划。民进新疆区委会在同年9月，向自治区政协提出加大乌拉泊古城保护力度的特急提案。10月，乌拉泊古城遗址保护开发第一期项目竣工，此项目完成古城保护围栏的修建，门楼、办公室、接待室、陈列室、停车场、部分道路等基础设施的修建以及水电排污的功能设施的修建。11月，新疆维吾尔自治区政协提案委员会组织政协委员与乌鲁木齐市文化局的负责人在对乌拉泊古城现场进行考察时发现，围栏仅围住了古城的西面和北面，东面和南面却未修建围栏。从被列为国家级重点文物保护单位后，乌拉泊古城并未限制人员出入。有人捡拾古城内的石头和陶片，有人拿十字镐在古城内刨挖，有人拿钢钎凿城墙。与2001年相比，一半的古城已毁坏，甚至在古城西侧的保护区内有人已经建立起民房。新疆德昌旅游开发有限公司董事长马明义认为此时乌拉泊古城保护主要面对着古城北面及东面居民拆迁的问题。
2005年1月，一条高压输变电线路从乌拉泊古城穿过。民进新疆区委会在自治区政协九届三次会议提交提案《关于乌拉泊古代历史遗址保护问题的建议》，《建议》指出，乌拉泊古城近几年毁坏严重，古城面临着来自自然与人为的破坏加剧，遗址保护工作滞后，保护措施极为不利。2005年9月，乌拉泊古城遗址公园陈列馆正式开馆。在乌鲁木齐“新十景”的评选活动中，乌拉泊古城作为“达坂城风景区”的景点之一当选乌鲁木齐“新十景”。2008年，乌鲁木齐市人民政府对乌拉泊古城进行抢险加固。同年，乌鲁木齐市文化局拟定《乌鲁木齐不可移动文物保护规划》，计划在乌拉泊古城安装无线监控设施。
乌拉泊（唐轮台）古城旅游区建设项目二期预计总投资超过4400万元人民币，项目包括修建西域军事博物馆、古城复原区、影视基地、将军府等。项目可建设面积超过16万平方米。此时，被列入“十一五”的乌拉泊古城文物保护专项资金已经到位，通往乌拉泊的道路也由新疆维吾尔自治区交通厅投资数百万元人民币修建完成，由国家文物局和自治区发改委、旅游局、环保局、文物局批准的环境影响报告也已完成，古城周边的1200亩荒地也由德昌旅游公司投资上千万元进行绿化，种植了接近10万棵树。然而就是因为乌拉泊古城被划入乌鲁木齐市一级水源地乌拉泊水库，旅游区建设项目的审批迟迟未被通过，规划也无法实施。市发改委批复的《乌鲁木齐市城市总体规划（2011-2020年）》中，认为乌拉泊古城距离一级水源地直线距离仅487米，将乌拉泊古城发展成为乌鲁木齐市甚至新疆重点景区是不明智的。2009年新疆维吾尔自治区人民政府公布了乌拉泊古城的文物保护区划。
在不断与新疆维吾尔自治区发改委、自治区文物局等部门的协调沟通后，乌拉泊古城遗址保护建设项目初设方案在2015年获得自治区发改委批准，在经自治区文物局审核后上报国家文物局。这一年，乌拉泊古城保护围栏完成工程量的95%。2015年，在乌鲁木齐市政协十二届四次会议上，乌市政协委员陈辉提出，面对来自雨雪等自然因素的侵蚀，应该对乌拉泊古城针对相关自然风险进行封闭保护。到2016年，乌拉泊古城入选了国家旅游专项储备库。2019年，在乌鲁木齐市政协十三届四次会议联组讨论中，已经是政协委员的马明义提出，乌拉泊古城并不为太多人所知，建议对乌拉泊古城进行挖掘、考古并对其大力宣传，让疆内外游客了解知道乌拉泊古城。
2024年8月，第四次全国文物普查中，乌拉泊古城作为乌鲁木齐市最大的文物普查点被复查。9月，乌拉泊古城正式对外开放。同时开放的还有陈列乌拉泊古城及周边出土文物的乌拉泊古城历史陈列馆，该馆主要陈列展为《乌拉泊古城历史文化展》，展出文物包括莲花纹砖、开元通宝钱币、双耳灰陶瓶、双耳灰陶罐、花卉纹铜镜。2025年，作为“考古中国”重大项目，新疆文物考古研究所牵头，联合国家文物局考古研究中心、新疆大学历史学院、新疆师范大学历史与社会学院、乌鲁木齐市文物保护研究中心共同开展主动考古发掘。

## 相关链接
- 乌拉泊水电站
- 乌拉泊街道
- 乌拉泊水库